# Мансфелд
Мансфелд (на немски: Mansfeld) е град в Саксония-Анхалт, Германия, с 9203 жители (към 31 декември 2014). Градът има допълнителното име Мансфелд-Лутерщат (Mansfeld-Lutherstadt), понеже реформаторът Мартин Лутер голяма част от детството си прекарвал там.

## Личности
- Мартин Лутер (1483 – 1546), монах и реформатор